# Río Alegría
El río Alegría (en euskera: Dulantzi) es un curso de agua del norte de la península ibérica, afluente del río Zadorra. Discurre por la provincia española de Álava.

## Curso
Nace de varios manantiales en el puerto de Guereñu y discurre por la provincia de Álava. Baña pueblos como Acilu, Adana, Alegría de Álava, Añua, Zurbano y Lubiano, donde deposita sus aguas en el Zadorra.
Aparece descrito en el primer volumen del Diccionario geográfico-estadístico-histórico de España y sus posesiones de Ultramar de Pascual Madoz con las siguientes palabras:

ALEGRIA: riach. en la prov. de Alava; nace en el part. jud. de Salvatierra, de algunos manantiales y vertientes del puerto de Guereñú: se dirige de S. á N. por entre Acilu y Adana: deja este pueblo á la izq., y cambia su curso al NO.; pasa por Alegria, que tambien deja á la izq., entra en Añua, y continúa por término de Zurbano y Lubiano á depositar sus aguas en el Zadorra: en su corta y tortuosa marcha es vadeable por distintos puntos: pero hay, no obstante, varios puentes para cruzarle en invierno: da impulso á diversos molinos harineros, y cria con abundancia buenas truchas, barbos anguilas y peces.
(Madoz, 1845, p. 522)

Las aguas del río, perteneciente a la cuenca hidrográfica del Ebro, acaban vertidas en el mar Mediterráneo.